# 松橋久左衛門
松橋 久左衛門（まつはし きゅうざえもん、1905年（明治38年）1月2日 - 1970年（昭和45年）11月30日）は、日本の政治家。長野県長野市長。

## 来歴
長野市生まれ。家業は鋼材商「鍋久」で、代々「松橋久左衛門」を襲名する。旧制長野中学（長野県長野高等学校）、旧制松本高等学校文科を経て、1929年東京帝国大学経済学部卒業。家業の鋼材商「鍋久」を承継し、長野市連合青年会長、長野市会議員を経て、昭和14年（1939年）長野県会議員となる。
同21年（1946年）長野市長臨時代理者となり、翌年に施行された初の公選による長野市長選挙で当選。また戦後の特例で長野県議会議員を兼務し、議長として「分県論」を収束させた。同24年（1954年）善光寺御開帳にあわせて平和博覧会を開催させた。昭和の大合併では同29年（1954年）に上水内郡10ヶ村との大合併を実現した。
先代の久左衛門も長野県会議員、長野市会議長を務めたが、警廃事件で県の統合案に賛成したため民衆に襲撃された。